# همیلیا وستاتریکس

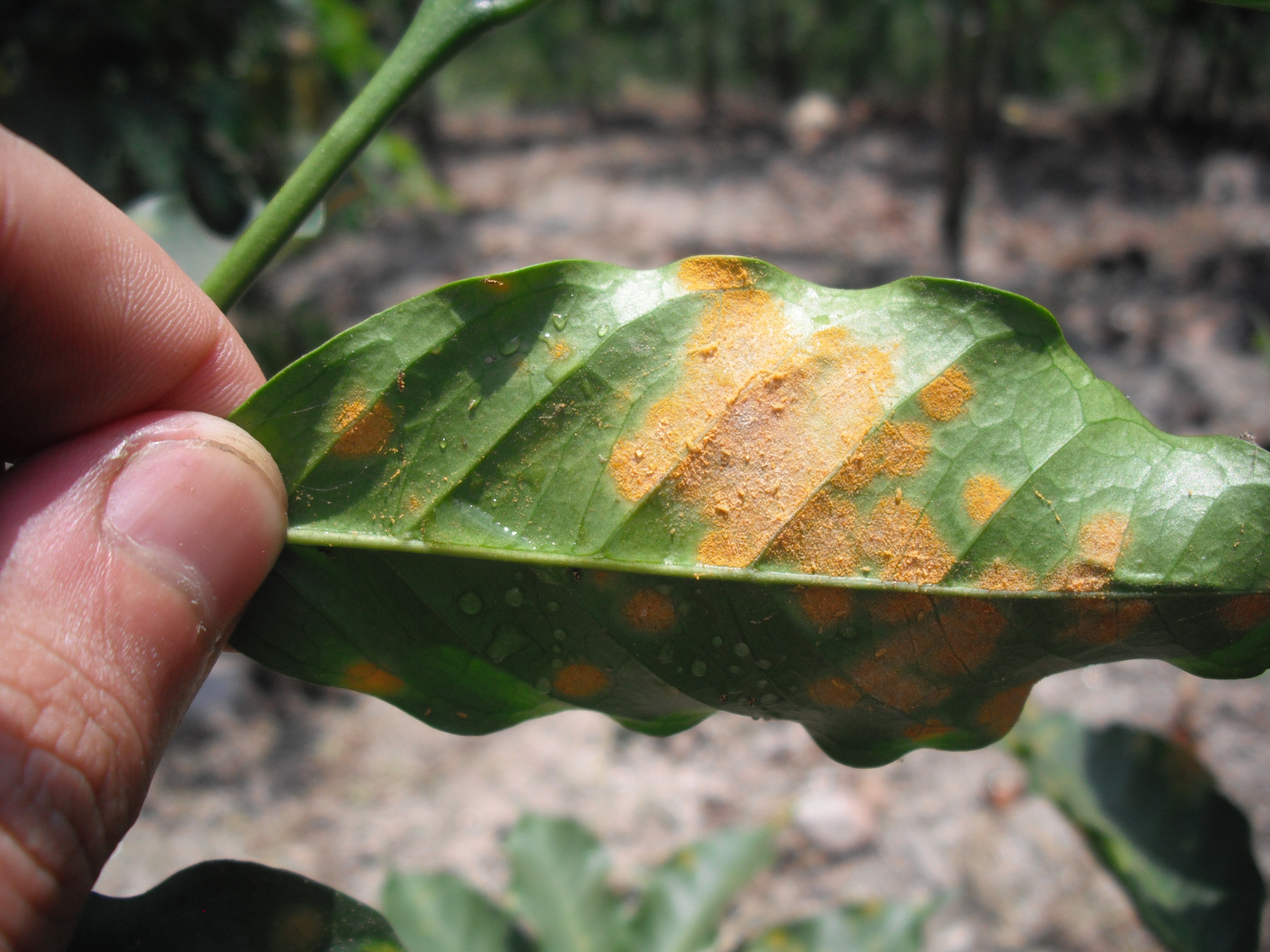
علائم شدید زنگ برگ

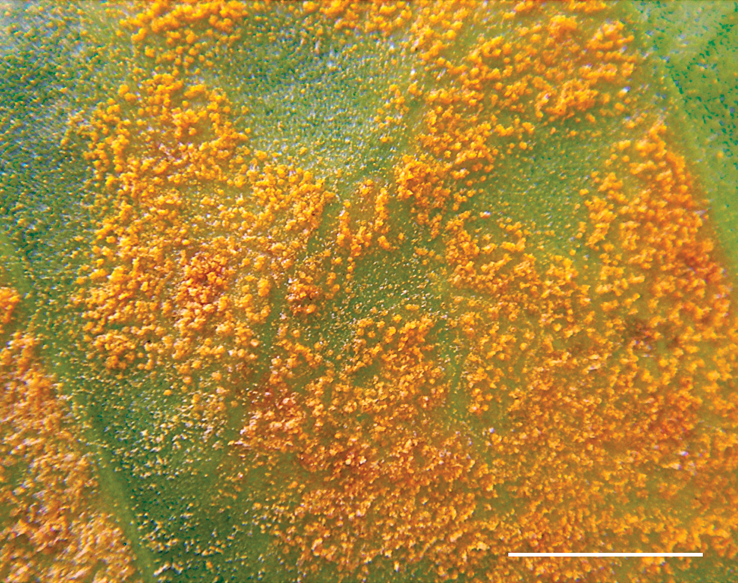
جزئیات کورک‌های اوردینیال سوپراستوماتال که روی سطح پایینی برگ به هم می‌پیوندند (نوار = ۰٫۵ سانتی‌متر)

همیلیا وستاتریکس یک قارچ چتری چند سلولی از راسته زنگار (که قبلاً با نام Uredinales نیز شناخته می‌شد) است که باعث زنگ برگ قهوه (CLR) می‌شود، بیماری که گیاه قهوه را تحت تأثیر قرار می‌دهد. قهوه به عنوان میزبان اجباری زنگ قهوه عمل می‌کند، یعنی زنگ باید به قهوه دسترسی داشته و با آن تماس فیزیکی نیز داشته باشد تا زنده بماند.
زنگ برگ قهوه یکی از مهم‌ترین بیماری‌های اقتصادی قهوه در سراسر جهان است. اپیدمی‌های قبلی تولید قهوه در کل کشورها را از بین برده است. در تاریخ جدیدتر، یک اپیدمی در آمریکای مرکزی در سال ۲۰۱۲ باعث کاهش ۱۶ درصدی تولید قهوه در این منطقه شد.